# 엔딩 노트 (영화)
《엔딩 노트》(Ending Note)는 2011년에 개봉한 일본의 다큐멘터리 영화이다. 고레에다 히로카즈가 제작을 맡아, 이와이 슌지 조감독 출신인 스나다 마미가 자신의 아버지이자 주인공인 스나다 도모아키를 직접 촬영하여 기록한 작품이다. 일본에서는 스나다 마미가 내레이션을 맡았고, 국내에는 한지민이 내레이션에 참여하여 2012년 11월 29일 개봉하였다.

## 줄거리
40여 년 동안 샐러리맨으로서 일에 충실했던 스나다 도모아키는 정년퇴임을 앞두고 위암 5기 판정을 받는다. 그는 예상치 못한 죽음 앞에서 좌절하고 한없이 슬퍼하기 보다는 담담하게 죽음을 맞이한다. 꼼꼼한 그의 성격대로 죽음에 이르기 전까지 자신이 해야 할 일과 장례 절차, 장례식에 초청할 사람들 명단, 가족들에게 남기는 유언 등을 기입한 ‘엔딩 노트’를 작성하며 죽음까지의 남은 시간을 보낸다.

### To do list
- 1. 평생 믿지 않았던 신을 한번 믿어보기
- 2. 손녀들 머슴노릇 실컷해주기
- 3. 평생 찍어주지 않았던 야당에 투표하기
- 4. 꼼꼼하게 장례식 초청자 명단 작성
- 5. 소홀했던 가족과 행복한 여행
- 6. 빈틈이 없는지 장례식장 사전 답사하기
- 7. 손녀들과 한번 더 힘껏 놀기
- 8. 나를 닮아 꼼꼼한 아들에게 인수인계
- 9. 이왕 믿은 신에게 세례 받기
- 10. 쑥스럽지만 아내에게 사랑한다 말하자
- 11. 엔딩노트 (エンディングノ-ト)

### 명대사
- "사랑해" (주인공이 죽음을 앞두고 아내에게)
- "다시 시작할거에요. 행복해요." (주인공이 죽기 전 담당의사 에게)

## 감독 및 제작자

### 감독
스나다 마미(일본어 すなだまみ, 영어 Sunada Mami, 1978년 4월 9일 -)는 일본의 영화 감독이다. <엔딩 노트>는 감독으로서 그녀의 데뷔작이며 이후 2013년 영화 <꿈과 광기의 왕국>을 연출하였다.
- 수상 내역

| 연도   | 시상식                      | 상         |
| ------ | --------------------------- | ---------- |
| 2011년 | 제28회 야마지 후미코 영화상 | 문화상     |
| 2011년 | 제36회 호치 영화상          | 신인상     |
| 2012년 | 제33회 요코하마 영화제      | 신인감독상 |
| 2012년 | 제26회 다카사키 영화제      | 신인감독상 |

### 제작자
고레에다 히로카즈 (これえだひろかず, 是枝裕和, 1962년 6월 6일-)는 일본의 영화 감독이다. 영화 <엔딩 노트>에 제작자로 참여하였으며, <그렇게 아버지가 된다> 등 많은 영화와 드라마, 뮤직 비디오 작품을 남겼다.
- 수상 내역[1]

| 연도   | 시상식                         | 상                          |
| ------ | ------------------------------ | --------------------------- |
| 1995년 | 제14회 벤쿠버 국제영화제       | 용호상                      |
| 1998년 | 제20회 낭뜨 3대륙 영화제       | 골든 몽골피에(최우수작품상) |
| 1998년 | 제46회 산세바스티안 국제영화제 | FIPRESCI상                  |
| 2004년 | 제31회 겐트 영화제             | 그랑프리                    |
| 2009년 | 제3회 아시아 필름 어워드       | 최우수감독상                |
| 2012년 | 제18회 브졸 국제아시아영화제   | 황금 수레바퀴 명예상        |
| 2012년 | 제36회 홍콩 국제영화제         | SIGNIS 특별언급             |
| 2012년 | 제59회 산세바스티안 국제영화제 | SIGNIS상, 각본상            |
| 2013년 | 제32회 벤쿠버 국제영화제       | 로저스 관객상               |
| 2013년 | 제61회 산세바스티안 국제영화제 | 관객상                      |
| 2013년 | 제66회 칸영화제                | 심사위원상                  |

## 수상
```
두바이
[
2
]
와 
시카고
[
3
]
 
국제 영화제
에서 수상하였으며 
재팬 타임스
[
4
]
에 의해 올해의 작품 열편 중 한편으로 선정되었다.
```

## 출연
- 주요 인물

스나다 도모아키 : 이 영화의 주인공이며 샐러리맨으로서 40여년 간을 보내고 위암으로 생을 마감했다. 

스나다 준코 : 주인공 스나다 도모아키의 아내이다. 

- 내레이션

스나다 마미 : 주인공인 스나다 도모아키의 막내 딸이며 《엔딩 노트》 일본판의 내레이션을 맡았다. 

한지민 : 한국의 영화배우이며 《엔딩 노트》 한국판의 내레이션을 맡았다. 

## 특징

### 개봉과 영향
일본에서 '엔딩노트'는 처음에는 2개 관에서만 개봉했다. 하지만 소문을 타고 흥행에 탄력이 붙자 상영관도 늘어나 다큐 영화로는 이례적으로 20만명이나 관람했다. 영화는 일본 사회에 '엔딩노트 쓰기' 열풍도 가져왔다.

### 촬영기법
- 다큐멘터리 영화 : 다큐멘터리 영화 (영어: Documentary Film), 또는 기록 영화 (한자: 記錄映畵; 문화어: 시보영화)는 사실을 기록하려고 시도한 논픽션 형태의 시각적인 작품이다. "다큐멘터리"라는 단어는 라틴어 "documentum"에서 유래되었다. 이 영화는 주인공 스나다 도모아키의 막내 딸인 스나다 마미 감독이 자신의 아버지의 죽음의 과정을 직접 찰영하여 영화로 만들었다.

- 역순 구성 : 역순 구성(逆順構成, Reverse Chronology)은 문서 또는 이야기 등을 시간의 반대 순서로 구성하는 것이다. 이 영화는 일반 다큐멘터리 영화와는 다르게 시간의 흐름이 순행적이지 않다. 시작 장면이 주인공의 장례식 장면으로 시작하고, 중간 중간 계속해서 주인공의 과거가 삽입이 되며, 이는 주인공의 현재모습과 비교와 대비를 이루고 있다.

## 관객수
한국개봉성적
- 공식통계 (출처 : 공식(연감)통계, 통계기준일 : 2014/04)

| 지역   | 스크린수 | 누적매출액(점유율) | 누적관객수(점유율) |
| ------ | -------- | ------------------ | ------------------ |
| 서울시 | 8        | 67,874,000 (77.4%) | 9,194 (73.6%)      |
| 전국   | 13       | 87,708,500 (100%)  | 12,491 (100%)      |

- KOBIS통계 (출처 : KOBIS(발권)통계, 통계기준일 : 2014.05.15)

| 지역   | 스크린수 | 누적매출액(점유율) | 누적관객수(점유율) |
| ------ | -------- | ------------------ | ------------------ |
| 서울시 | 7        | 68,511,500 (77.5%) | 9,280 (73.8%)      |
| 전국   | 14       | 88,346,000 (100%)  | 12,577 (100%)      |

- 점유율통계 (출처 : KOBIS(발권)통계, 통계기준일 : 2014.05.15)

| 날짜           | 스크린수 | 스크린점유율 | 상영횟수 | 상영점유율 | 좌석수 | 관객수 | 좌석점유율 | 예매매출액 | 예매건수 |
| -------------- | -------- | ------------ | -------- | ---------- | ------ | ------ | ---------- | ---------- | -------- |
| 개봉이전       | 2        | 0.0%         | 6        | 100%       | 1580   | 859    | 54.4%      | 4,084,000  | 699      |
| 개봉1일(11/29) | 10       | 0.3%         | 22       | 0.2%       | 3198   | 236    | 7.4%       | 894,000    | 119      |
| 개봉2일(11/30) | 11       | 0.3%         | 23       | 0.2%       | 2816   | 327    | 11.6%      | 1,565,000  | 196      |
| 개봉3일(12/1)  | 12       | 0.3%         | 25       | 0.2%       | 3230   | 629    | 19.5%      | 2,032,500  | 255      |
| 개봉4일(12/2)  | 11       | 0.3%         | 22       | 0.2%       | 2803   | 541    | 19.3%      | 1,199,500  | 153      |
| 개봉5일(12/3)  | 10       | 0.3%         | 20       | 0.2%       | 2613   | 305    | 11.7%      | 572,000    | 80       |
| 개봉6일(12/4)  | 13       | 0.4%         | 23       | 0.2%       | 3114   | 338    | 10.9%      | 686,500    | 101      |
| 개봉7일(12/5)  | 11       | 0.3%         | 18       | 0.2%       | 2342   | 239    | 10.2%      | 584,000    | 90       |
| 개봉8일(12/6)  | 10       | 0.3%         | 14       | 0.1%       | 2204   | 162    | 7.4%       | 328,000    | 45       |
| 개봉9일(12/7)  | 12       | 0.3%         | 16       | 0.1%       | 2446   | 217    | 8.9%       | 818,000    | 110      |
| 개봉10일(12/8) | 14       | 0.4%         | 18       | 0.1%       | 2654   | 478    | 18.0%      | 885,500    | 125      |

- 지역별 누적통계 (출처 : KOBIS(발권)통계, 통계기준일 : 2014.05.15)

| 지역     | 스크린수 | 누적매출액(점유율) | 누적관객수(점유율) |
| -------- | -------- | ------------------ | ------------------ |
| 서울시   | 7        | 68,511,500 (77.5%) | 9,280 (73.8%)      |
| 경기도   | 2        | 6,402,500 (7.2%)   | 932 (7.4%)         |
| 경상남도 | 0        | 84,000 (0.1%)      | 14 (0.1%)          |
| 전라북도 | 0        | 1,274,000 (1.4%)   | 272 (2.2%)         |
| 부산시   | 3        | 6,878,000 (7.8%)   | 1,242 (9.9%)       |
| 대구시   | 0        | 980,000 (1.1%)     | 140 (1.1%)         |
| 대전시   | 1        | 430,000 (0.5%)     | 63 (0.5%)          |
| 인천시   | 1        | 3,449,000 (3.9%)   | 589 (4.7%)         |
| 광주시   | 0        | 337,500 (0.4%)     | 45 (0.4%)          |
| 전국     | 14       | 88,346,000 (100%)  | 12,577 (100%)      |

- 상영타입별 누적통계 (출처 : KOBIS(발권)통계, 통계기준일 : 2014.05.15)

| 상영타입   | 스크린수 | 상영횟수 | 누적매출액(점유율) | 누적관객수(점유율) |
| ---------- | -------- | -------- | ------------------ | ------------------ |
| 필름       | 4        | 36       | 2,088,000 (2.4%)   | 294 (2.3%)         |
| 디지털     | 28       | 630      | 85,530,500(96.8%)  | 12,178(96.8%)      |
| 배리어프리 | 1        | 3        | 727,500(0.8%)      | 105(0.8%)          |
| 합계       | 33       | 669      | 88,346,000(100%)   | 12,577(100%)       |

## 영화 OST
영화의 마지막 장면에 나오는 노래는 일본 가수 永積タカシ(하나레 구미)가 부른 노래로, 제목은 天國さん(천국님)이다.

## 관련 자료

### 인터뷰
- 스나다 마미 <엔딩 노트> 인터뷰 보관됨 2014-05-14 - 웨이백 머신

## 같이 보기
- 아무르 (영화)
- 심플 라이프 (영화)
- 원더풀 라이프 (1998년 영화)
- 버킷 리스트: 죽기 전에 꼭 하고 싶은 것들